# Römische Elegien
De Römische Elegien is een serie elegieën (gedichten) van de hand van de Johann Wolfgang von Goethe. Goethe schreef deze reeks van 24 gedichten na zijn verblijf in Italië. De gedichten gaan over de Italiaanse en de Romeinse cultuur.

## Publicatie
In 1795 publiceerde Goethe 20 van zijn gedichten in het maandblad Die Horen van de eveneens bekende Friedrich von Schiller. Vier elegieën werden dus niet gepubliceerd, dit waren nr. II, nr. XVI en de twee zogenaamde priapische Elegien. Schiller vond het vooral jammer dat het tweede gedicht uit de cyclus niet uitgegeven werd; Goethe plaatste het vierde gedicht op de plaats van het tweede. 
In het jaar 1800 werd door Goethe een nieuwe bewerkte versie uitgegeven van de 20 gedichten, met hulp van August Wilhelm Schlegel. In 1914 werd voor het eerst de volledige cyclus van 24 gedichten uitgegeven. 

## Gekuist
Daar een deel van de gedichten een inhoud heeft die seksueel getint is, werd deze gedichtenreeks in de 18e en 19e eeuw gecensureerd. De reeks had oorspronkelijk dan ook de titel Erotica Romana. 